# Hoven van plaisantie in Antwerpen (stad)
Een Hof van plaisantie  (in de middeleeuwen ook gespeld als 'hof van playsantie') was een buitenverblijf voor gegoede burgers. Ze ontstonden in de 15e eeuw, maar werden pas in de 16e eeuw in groten getale gebouwd. Dit was niet toevallig de economische en culturele Gouden eeuw. De grootte van de buitenverblijven was uiteraard afhankelijk van de rijkdom van de eigenaar. De rijkste eigenaars hadden echte kastelen als buitenverblijf. Het idee van de hoven van plaisantie groeide uit het humanisme en uit de idee van de Italiaanse villa rustica's.
Verschillende hoven werden reeds tijdens het einde van de 16e eeuw platgebrand. In de 17e eeuw werden echter opnieuw hoven van plaisantie aangelegd.
Rond 1900 kwamen in Antwerpen zo'n 200 hoven van plaisantie voor. De buitenverblijven werden destijds aangelegd buiten de Spaanse Omwalling, maar om de reistijd te beperken werden ze vaak in de onmiddellijke omgeving van de stad aangelegd. Een groot deel van de hoven kwam hierdoor bij volgende stadsuitbreidingen midden in het stadsweefsel te liggen (dit geldt bijvoorbeeld voor de hoven gelegen langsheen de huidige Markgravelei en de Kardinaal Mercierlei (voorheen Capellelei)). In de 20ste eeuw werd ongeveer de helft van de hoven gesloopt.
De hoven die niet werden gesloopt, vormen vaak de plek waarrond een publiek park werd aangelegd (bijv. Rivierenhof en Sterckshof). De hoven die wel gesloopt werden, leven vaak nog voort in toponiemen en straatnamen in de omgeving (bijv. Bisschoppenhof -> Bisschoppenhoflaan, Boekenberg -> Boekenbergpark)

## Bekende hoven van plaisantie

### Antwerpen (stad)
- De Plaisante Hof (de huidige Brouwerij De Koninck)[5]
- Hof van Biart[6]
- Jonghelinckshof[7]
- Torenhof[8]

### Borgerhout
- Te Boelaar (ook geschreven: Boelaer)
- Sterckshof (deels gelegen op grondgebied Borgerhout, deels Deurne)

### Berchem
- Fruithof
- Kasteel de Bergeyck, voorheen Hof de Lintworm[9]
- Pulhof
- Zurenborg

### Deurne
- Bisschoppenhof
- Kasteel Boekenberg
- Boterlaerhof[10]
- Gallifort
- Landhuis Drakenhof[11]
- Kasteel Muggenberg[3]
- Rivierenhof
- Sterckshof (deels gelegen op grondgebied Borgerhout, deels Deurne)
- Te Couwelaar
- Venneborg
- Zwarte Arend

### Ekeren
- Hof van Veltwijck[12]
- Hof van Ursel (ook bekend als Schoonbroeckhof - buitenverblijf van Peter Paul Rubens)

### Hoboken
- Broydenborg
- Gravenhof
- Meerlenhof
- Sorgvliedt

### Wilrijk
- Elsdonckhof
- Groenenborger hof
- Hof ter Beke
- Ieperman
- Kasteel Den Brandt en Kasteeldomein Middelheim
- Ooievaarsnest
- Schoonselhof
- Steytelinck
- Ter Beke
- Vogelenzang